# Vlasbekdwergspanner
De vlasbekdwergspanner (Eupithecia linariata) is een nachtvlinder uit de familie van de spanners (Geometridae). 
De soortaanduiding linariata verwijst naar het geslacht Linaria, de waardplanten.

## Kenmerken
De voorvleugellengte bedraagt 9 tot 10 millimeter. Heeft opvallende geelbruine banden aan de binnen- en buitenkant van de voorvleugel. Daartussen bevindt zich een donkere zwartgrijze middenband. De soort is moeilijk te onderscheiden van de vingerhoedskruiddwergspanner.

## Levenscyclus
De vlasbekdwergspanner gebruikt vlasbekje als waardplant. De rups is te vinden in mei tot oktober. De soort overwintert als pop. Er is jaarlijks een generatie die vliegt van halverwege april tot en met oktober.

## Voorkomen
De soort komt verspreid voor over Europa en van Klein-Azië tot Tadzjikistan.  De vlasbekdwergspanner is in Nederland een vrij gewone en in België een niet zo gewone soort.